# Angie Palacios (Leichtathletin)
Angie Melisa Palacios (* 14. Juli 1999) ist eine kolumbianische Leichtathletin, die sich auf den Sprint spezialisiert hat.

## Sportliche Laufbahn
Erste internationale Erfahrungen sammelte Angie Palacios im Jahr 2016, als sie bei den U18-Südamerikameisterschaften in Concordia in 56,13 s die Bronzemedaille im 400-Meter-Lauf gewann. Im Jahr darauf belegte sie bei den U20-Panamerikameisterschaften in Trujillo in 55,48 s den fünften Platz über 400 Meter und erreichte mit der kolumbianischen 4-mal-400-Meter-Staffel in 3:51,61 min Rang vier. 2018 gelangte sie bei den U20-Weltmeisterschaften in Tampere bis ins Halbfinale über 400 Meter, konnte dort aber nicht mehr an den Start gehen. 2021 gewann sie dann in 52,86 s die Silbermedaille bei den Südamerikameisterschaften in Guayaquil hinter der Brasilianerin Tiffani Marinho und mit der 4-mal-400-Meter-Staffel siegte sie in 3:31,04 min gemeinsam mit Rosangélica Escobar, Melissa González und Evelis Aguilar. Zudem siegte sie auch in der erstmals ausgetragenen Mixed-Staffel in 3:21,38 min gemeinsam mit Raúl Mena, Nicolás Salinas und Jennifer Padilla. Mitte Oktober siegte sie dann mit neuer Bestleistung von 52,79 über 400 m bei den U23-Südamerikameisterschaften ebendort. Anschließend wurde sie bei den erstmals ausgetragenen Panamerikanischen Juniorenspielen in Cali in 52,69 s Vierte über 400 m und gewann in der Mixed-Staffel in 3:23,79 min die Silbermedaille hinter dem brasilianischen Team.

## Persönliche Bestzeiten
- 200 Meter: 23,90 s (+0,5 m/s), 30. November 2019 in Cartagena
- 400 Meter: 52,69 s, 2. Dezember 2021 in Cali